# ميكا ياماموتو
ميكا ياماموتو (باليابانية:山本美香) «الاسم المعرف دولياً:Mika Yamamoto» ، من مواليد اليابان بتاريخ 26 مايو 1967 ، وقتلت في مدينة حلب السورية بتاريخ 20 أغسطس سنة 2012 .

## حياتها
نشأت في محافظة ياماناشي ، تخرجت من الجامعة سنة 1990 ، وكانت ميكا بدأت بالعمل بمهنة مراسلة صحفية لمحطة تلفزيونية يابانية، وفي عام 1995 التحقت لمنظمة الصحافة اليابانية (بالإنجليزية:Japan Press) لتقوم بتغطية الأوضاع في مناطق النزاع، ومنها العراق وكوسوفو وأفغانستان، وهي تقوم بتصوير كاميرا التلفزيون بنفسها .
وكما ظهرت الصحفية اليابانية ياماموتو في إحدى البرامج هيئة الإذاعة والتلفزيون اليابانية في شهر يوليو الماضي، وقالت أنها ملتزمة بتحدي الصعاب لأجل التغطية لهذه الصراعات، وهي تأمل أن تنهي الصراعات في العالم .

## مقتلها
كانا الصحافيان ميكا ياماموتو وزميلها كازوتاكا ساتو دخلا عن نقطة التفتيش عند الحدود التركية السورية، ودخلا مدينة حلب السورية، وكانا يعملان على إرسال التسجيلات بعد تصويرهما في شمال سورية لحساب القناة التلفزيونية التجارية .
وفي يوم 20 أغسطس سنة 2012 قتلت ميكا ياماموتو في تبادل لإطلاق النار وهي كانت تقوم أثناء تغطيتها للمعارك الجارية بين القوات النظام السوري والجيش السوري الحر في مدينة حلب السورية، وأعلنت وزارة الخارجية اليابانية أن المرأة المقتولة هي الصحفية اليابانية العاملة لعضو جمعية الصحافة اليابانية «جابان برس» ، وهي جمعية صحفية مستقلة ومقرها في طوكيو اليابانية تم تسليم جثتها من طرف مقاتلي الجيش السوري الحر لاعضاء في القنضلية اليابانية في مدينة كيليس في جنوب تركيا.
وأعلنت جمعية الصحافة اليابانية في موقعها الإلكتروني، بأن الصحفيين قدما تقريرا صحفيا عن النزاع السوري لمحطة التلفزيون في وقت سابق هذا الشهر.

## وصلات خارجية
- الغارديان البريطانية تتحدث عن مقتل ميكا ياماموتو
- الجيش الحر يعرض الصحفية الراحلة ميكا ياماموتو ويلقي الكلمة على يوتيوب